# 1998 en art
| Années de l'art : 1995 - 1996 - 1997 - 1998 - 1999 - 2000 - 2001    |
| Décennies de l'art : 1960 - 1970 - 1980 - 1990 - 2000 - 2010 - 2020 |

Cette article présente les faits marquants de l'année 1998 en art.